# Йоахим фон Цолерн
Йоахим фон Цолерн (на немски: Joachim von Hohenzollern; * 21 юни 1554 в Зигмаринген; † 7 юли 1587 в Кьолн ан дер Шпрее) е графски син от швабската линия на Дом Хоенцолерн.
Йоахим е четвъртият син на граф Карл I фон Хоенцолерн (1516 – 1576) и съпругата му Анна фон Баден-Дурлах (1512 – 1579), дъщеря на маркграф Ернст фон Баден-Дурлах.
Като най-малък син Йоахим трябва да започне духовна кариера и да стане домхер. За да не стане такъв той става лутеранин. Той се отказва от католическата си фамилия и се мести в протестантския двор на бранденбургския курфюрст в Берлин. Баща му го лишава от наследство.
Йоахим е погребан в Верлинската катедрала.

## Фамилия
Йоахим се жени на 6 юли 1578 г. в Лора за графиня Анна фон Хонщайн (* ок. 1555; † 1620), дъщеря на граф Фолкмар Волф фон Хонщайн и Маргарета фон Барби. Те имат един син: 
- Йохан Георг (1580 – 1622), граф на Цолерн, господар на Кьонигсберг-Кинау

∞ 1. 1606 фрайин Елеонора фон Промнитц (1576 – 1611)
∞ 2. 1613 фрайин Катарина Берка фон Дуба инд Лайпа († 1633)